# Politiske partier i Sydafrika
Dette er en liste over politiske partier i Sydafrika i landets overhus eller underhus.
Sydafrika har et flerpartisystem, men landet har siden enden af apartheid været domineret af ANC, som har holdt i supermajoritet siden 1994.
| Navn                                              | Navn      | Navn på Dansk                        | Partiformand           | Partiformand | Politiske position          | Ideologi                                              | Underhuset | Overhuset |
| ------------------------------------------------- | --------- | ------------------------------------ | ---------------------- | ------------ | --------------------------- | ----------------------------------------------------- | ---------- | --------- |
| African National Congress                         | ANC       | Afrikanske National Kongress         | Cyril Ramaphosa        |              | Centrum-venstre             | Socialdemokratisme, Afrikansk nationalisme            | 230 / 400  | 54 / 90   |
| Democratic Alliance                               | DA        | Demokratisk Alliance                 | John Steenhuisen       |              | Centrum                     | Liberalisme, Socialliberalisme                        | 84 / 400   | 20 / 90   |
| Economic Freedom Fighters                         | EFF       | Økonomisk Frihedskæmpere             | Julius Malema          |              | Venstrefløj                 | Marxisme-Leninisme, Antikapitalisme, Venstrepopulisme | 44 / 400   | 11 / 90   |
| Inkatha Freedom Party                             | IFB       | Inkatha Frihedsparti                 | Velenkosini Hlabisa    |              | Højrefløj                   | Konservatisme, Økonomisk liberalisme, Antikommunisme  | 14 / 400   | 2 / 90    |
| Freedom Front Plus Vryheidsfront Plus (Afrikaans) | VF+       | Frihedsfront Plus                    | Pieter Groenewald      |              | Højrefløj                   | Boere nationalisme, Højrepopulisme                    | 10 / 400   | 3 / 90    |
| African Christian Democratic Party                | ACDP      | Afrikanske Kristendemokratiske Parti | Kenneth Meshoe         |              | Centrum-højre til højrefløj | Kristendemokrati, Religiøs konservatisme              | 4 / 400    | 0 / 90    |
| United Democratic Movement                        | UDM       | Samlede Demokratiske Bevægelse       | Bantu Holomisa         |              | Centrum-venstre             | Socialdemokratisme                                    | 2 / 400    | 0 / 90    |
| African Transformation Movement                   | ATM       | Afrikanske Tranformations Bevægelse  | Vuyolwethu Zungula     |              | Centrum-højre               | Kristendemokrati, Konservatisme                       | 2 / 400    | 0 / 90    |
| Good                                              | GOOD      | Godt                                 | Patricia de Lille      |              | Centrum-venstre             | Socialdemokratisme, Grøn ideologi                     | 2 / 400    | 0 / 90    |
| National Freedom Party                            | NFP       | Nationale Frihedsparti               | Zanele kaMagwaza-Msibi |              | Centrum-venstre             | Egalitarisme, Socialdemokratisme                      | 2 / 400    | 0 / 90    |
| African Independent Congress                      | AIC       | Afrikanske Uafhængige Kongress       | Mandla Galo            |              | Centrum-højre               | Konservatisme                                         | 2 / 400    | 0 / 90    |
| Congress of the People                            | COPE      | Folkekongressen                      | Mosiuoa Lekota         |              | Centrum-venstre             | Socialdemokratisme, Socialliberalisme                 | 2 / 400    | 0 / 90    |
| Pan Africanist Congress of Azania                 | PAC       | Azanias Panafrikanske Kongress       | Mzwanele Nyhontso      |              | Venstrefløj                 | Socialisme, Sort nationalisme                         | 1 / 400    | 0 / 90    |
| Al Jama-ah                                        | ALJAMA-AH | Samlingen                            | Ganief Hendricks       |              | Catch-all parti             | Islamisme                                             | 1 / 400    | 0 / 90    |